# Doubravská hora
Die Doubravská hora, auch Doubravka (deutsch Daubersberg, auch Teplitzer Schlossberg) ist ein sagenumwobener Berg des Böhmischen Mittelgebirges. Er liegt am östlichen Rand der nordböhmischen Stadt Teplice (Teplitz) in Tschechien. Die gleichnamige Burg wurde im 15. Jahrhundert auf dem Berg errichtet.

## Geschichte

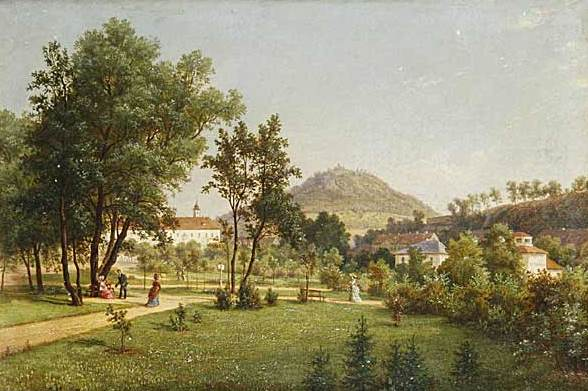
Blick auf die Doubravka vom Schloßpark Teplitz (Ernst Gustav Doerell 1874)

## Naturschutz
43 Hektar der Doubravská hora stehen seit 2011 unter Naturschutz. Hier kommen seltene Arten wie der Juchtenkäfer, der Bluthalsschnellkäfer und Sommer-Trüffel vor.